# Cerfeuil hirsute
Chaerophyllum hirsutum
Pour les articles homonymes, voir Cerfeuil (homonymie).
Espèce
Le Cerfeuil hirsute ou Cerfeuil hérissé (Chaerophyllum hirsutum) est une espèce de plantes à fleur de la famille des Apiaceae. C'est une plante herbacée trouvée en Europe centrale et du Sud jusqu'en Ukraine.

## Description
C'est une plante herbacée d'1m de haut.

## Habitat et répartition
L'espèce est présente en Europe centrale et du Sud jusqu'en Ukraine.
Le cerfeuil hirsute est une plante d'altitude présente dans tous les massifs montagneux français. Elle se rencontre aux abords des torrents, dans les prés humides, les mégaphorbiaies montagnardes et subalpines, etc.